# Graham Hancock
Graham Bruce Hancock ( /ˈhænkɒk/ ; Edimburgo, 2 de agosto de 1950) é um escritor e ex-jornalista britânico. Tornou-se conhecido do público em geral por causa de suas teorias pseudocientíficas envolvendo civilizações antigas [en], assunto sobre o qual ele publicou doze livros.
A principal ideia do trabalho de Hancock é uma conexão proposta entre as culturas antigas do Egito, Mesopotâmia e Mesoamérica com uma 'cultura mãe' anterior e mais avançada da qual ele acredita que culturas antigas posteriores emanaram. Hancock recebeu críticas consideráveis de históriadores e arqueólogos por seu trabalho, que não foi revisado por pares nem publicado em revistas acadêmicas, sendo por isto um exemplo de pseudohistória e pseudoarqueologia.

## Biografia
Nascido em Edimburgo, Hancock cresceu na Índia, onde seu pai trabalhava como cirurgião. Voltando para o Reino Unido, formou-se pela Durham University em 1973, colando grau com Louvores de Primeira Classe em sociologia.[carece de fontes?]
Como jornalista, trabalhou para muitos periódicos britânicos, tais como The Times, The Sunday Times, The Independent e The Guardian. Foi co-editor da revista New Internationalist de 1976 a 1979 e correspondente na África Oriental de The Economist de 1981 a 1983. Em 1996, apareceu  em The Mysterious Origins of Man.
As alusões à datas situadas há 12.500 anos atrás são significativas para Hancock, uma vez que é nesta era que ele localiza a avançada civilização progenitora, agora desaparecida, mas que ele afirma na maioria de seus trabalhos ter existido e cuja tecnologia avançada influenciou e deu forma ao desenvolvimento das civilizações (conhecidas) da antiguidade mundial. A egiptologia e a arqueologia sustentam que as provas disponíveis indicam que as pirâmides de Gizé e a Grande Esfinge foram construídas durante o período da Quarta Dinastia do Egito (terceiro milênio AC).
Entre estes vários críticos estão dois astrônomos, Ed Krupp do Observatório Griffith em Los Angeles e Anthony Fairall, professor de astronomia da Universidade da Cidade do Cabo, África do Sul. Utilizando equipamentos de planetários, Krupp e Fairall investigaram separadamente o ângulo entre o alinhamento do Cinturão de Órion e o norte durante a era citada por Hancock, Bauval et. al. (o qual difere do ângulo visto hoje ou no terceiro milênio AC, por causa da precessão dos equinócios), e descobriu que o ângulo era consideravelmente diferente da "justaposição perfeita" defendida por Bauval e Hancock na TCO– 47-50 graus pelas medições do planetário, comparado ao ângulo de 38 graus formado pelas pirâmides.
Krupp também apontou para o fato que a linha ligeiramente curva formada pelas três pirâmides desviava-se rumo ao norte, onde a ligeira alteração na linha formada pelo Cinturão de Órion desviava-se rumo ao sul, e para fazê-las coincidir, uma ou outra teria que ser invertida de cima para baixo. Na realidade, foi isto o que ocorreu no livro original de Bauval e Gilbert ("The Orion Mystery"), que comparava imagens das pirâmides e Órion sem informar que o mapa das pirâmides estava invertido. Krupp e Fairall encontraram outros problemas nas afirmações, inclusive observando que se a Esfinge representasse a Constelação de Leo, então deveria estar na margem oposta do Nilo (a "Via Láctea") com relação às pirâmides ("Órion"), que o equinócio vernal por volta de 10.500 AC estava na Constelação de Virgo e não Leo, e que em qualquer caso, as constelações do Zodíaco são originárias da Mesopotâmia e completamente desconhecidas até a posterior era greco-romana. Contudo, um comentarista sugeriu que, em seus artigos sobre este assunto, Krupp seria culpado de "fazer exatamente como aqueles a quem critica: "pseudociência exemplar".
A teoria de uma Esfinge mais antiga recebeu apoio consideravelmente maior da ciência acadêmica. A mais notável, manifestada pelo geólogo Robert M. Schoch, argumenta que os efeitos da erosão pluvial na Esfinge e seus arredores, indica que partes do monumento devem ter sido esculpidas originalmente entre 7.000–5.000 AC. A análise de Schoch tem sido largamente corroborada por outro geólogo, David Coxill, que concorda que a Esfinge passou por intemperismo pluvial e, consequentemente, teria sido esculpida nas eras pré-dinásticas. Um terceiro geólogo, Colin Reader, sugeriu uma data de anos anterior a comumente aceita para a construção. Estas opiniões, contudo, tem sido quase unanimemente constestadas pelos egiptólogos acadêmicos, os quais, junto com alguns geólogos, sustentam a datação convencional do monumento. Sua análise atribui o desgaste aparentemente acelerado da Esfinge desde à moderna poluição industrial, diferenças qualitativas entre as camadas de pedra calcária no próprio monumento, com o auxílio de areia carregada pelo vento, e/ou mudanças de temperatura, causando a rachadura na pedra[carece de fontes?]

## Livros
- Hancock, Graham (1985). Ethiopia: The Challenge of Hunger. London: V. Gollancz. ISBN 0-575-03680-X
- Hancock, Graham; Enver Carim (1986). AIDS: The Deadly Epidemic. London: V. Gollancz. ISBN 0-575-03837-3
- Hancock, Graham (1989). Lords of Poverty: The Power, Prestige, and Corruption of the International Aid Business. Boston: Atlantic Monthly Press. ISBN 0-87113-253-2
- Hancock, Graham (1992). The Sign and the Seal: The Quest for the Lost Ark of the Covenant. New York: Crown. ISBN 0-517-57813-1
- Hancock, Graham (1995). Fingerprints of the Gods: The Evidence of Earth's Lost Civilization. New York: Crown Publishers. ISBN 0-517-59348-3
- Hancock, Graham; Robert Bauval (1996). The Message of the Sphinx: A Quest for the Hidden Legacy of Mankind. New York: Crown Publishers. ISBN 0-517-70503-6  Published in the United Kingdom as Hancock, Graham; Robert Bauval (1996). Keeper of Genesis: A Quest for the Hidden Legacy of Mankind. London: Heinemann. ISBN 0-434-00302-6 Verifique o valor de |url-access=registration (ajuda)
- Hancock, Graham (1998). The Mars Mystery: A Tale of the End of Two Worlds. London: Michael Joseph. ISBN 0-7181-4314-0
- Hancock, Graham; Santha Faiia (1998). Heaven's Mirror: Quest for the Lost Civilization. New York: Crown Publishers. ISBN 0-517-70811-6
- Hancock, Graham; Faiia, Santha (2001). Fingerprints of the Gods: The Quest Continues New Updated ed. New York: Crown Century. ISBN 0-7126-7906-5
- Hancock, Graham (2002). Underworld: The Mysterious Origins of Civilization. New York: Crown. ISBN 1-4000-4612-2
- Hancock, Graham; Robert Bauval (2004). Talisman: Sacred Cities, Secret Faith. Tisbury: Element Books. ISBN 0-00-719036-0
- Hancock, Graham (2005). Supernatural: Meeting with the Ancient Teachers of Mankind. London: Century. ISBN 1-84413-681-7
- Hancock, Graham (2010). Entangled: The Eater of Souls. New York: The Disinformation Company. ISBN 978-1-934708-56-9[18]
- Hancock, Graham (2013). War God: Nights of the Witch. [S.l.]: Coronet. ISBN 978-1-444734-37-9
- Hancock, Graham (2015). Magicians of the Gods: The Forgotten Wisdom of Earth's Lost Civilisation. [S.l.]: Coronet. ISBN 978-1444779677
- Hancock, Graham (2019). America Before: The Key to Earth's Lost Civilization. St. Martin's Press. ISBN 9781250243737ISBN 9781250243737.

## Vídeos
- Michael Palin's Pole to Pole – Crossing the Line (EP 5) (1992)
- Quest for the Lost Civilization – Acorn Media (1998)
- Atlantis Reborn Again – BBC Horizon (2000)
- Earth Pilgrims – Earth Pilgrims Inc. (2010)
- "The War on Consciousness" – TEDx (2013)
- Revelações Pré-históricas – Netflix (2022)
- Revelações Pré-históricas: As Américas – Netflix (2024)